# Мадагаскар
Мадагаска́р (малаг. Madagasikara [ma.da.ɡa.si.ˈkʲa.ra]; фр. Madagascar [madaɡasˈkaʁ]), официальное название — Респу́блика Мадагаска́р (малаг. Repoblikan'i Madagasikara [repuˈblikʲanʲ madaɡasʲˈkʲarə̥]; фр. République de Madagascar [ʁe.py.bˈlik de madaɡasˈkaʁ]) — островное государство в Индийском океане, расположенное на острове Мадагаскар (четвёртый по величине остров в мире) и прилегающих мелких островах у побережья Африки. Является крупнейшим в мире государством, занимающим один остров.
Площадь — 587 тыс. км², население — 28,2 млн чел. Столица — Антананариву. 
После распада суперконтинента Гондвана, около 88 миллионов лет назад, Мадагаскар отделился от Индии, что обусловило развитие местных растений и животных в относительной изоляции. Более 90 % местных видов не встречаются больше нигде на Земле. Разнообразные экосистемы острова и уникальный животный мир сегодня находятся под угрозой вымирания из-за быстро растущего населения. 
Австронезийские переселенцы прибыли на остров на каноэ, предположительно, с Калимантана, Больших Зондских островов или Филиппин; малагасийский язык — государственный язык Мадагаскара — относится к австронезийской языковой семье и разделяет общую лексику с некоторыми языками Индонезии. Принято считать, что первые человеческие поселения на Мадагаскаре возникли между 350 годом до н. э. и 550 годом н. э., однако археологические данные позволяют предположить, что первое появление человека на острове могло иметь место до 10 тысяч лет назад. Около 1000 года н. э. к австронезийцам присоединились банту, переправившиеся через Мозамбикский пролив. Позже на Мадагаскаре осели и другие группы переселенцев. Каждая из них внесла свой вклад в культурную жизнь острова. Этнический состав населения делится на восемнадцать или более подгрупп, из которых наиболее крупным является народ мерина из центральной горной местности Высокого плато.

## Этимология
На малагасийском языке остров Мадагаскар называется Madagasikara ([ma.da.ɡa.si.ˈkʲa.ra]), а его жители — малагасийцами (устаревший франкофонизированный вариант — мальгаши, малаг. foko malagasy). При этом топоним Мадагаскар не имеет местного происхождения, он возник в Европе в Средние века. Так, знаменитый венецианский путешественник Марко Поло в своих записках упоминает название Madageiscar, но оно не имеет отношения к острову, а является искажённой транслитерацией названия сомалийского порта Могадишо, с которым Поло спутал остров. Похоже, что ни одно название на малагасийском языке, предшествующее Мадагасикаре, не использовалось местным населением для обозначения острова, хотя некоторые общины имели своё собственное название для территории, на которой они жили.

## Физико-географические данные
Остров Мадагаскар омывается водами Индийского океана и располагается около восточного побережья Южной Африки, от которого отделён Мозамбикским проливом. 
Площадь государства — 587 040 км². Длина — около 1600 км, ширина — свыше 600 км. Центральную часть острова занимает высокогорное плато Андзафи, полого спускающееся на запад и круто обрывающееся к низменностям восточного побережья. Высшая точка острова — потухший вулкан Марумукутру (2876 м) — находится в горном массиве Царатанана, в северной части острова.
В нескольких местах на острове сложился особый тип ландшафта — цинги (малаг. tsingy) — известняковые скальные образования, сплошь испещрённые вертикальными бороздами, создающими множество острых углов. Его сохранению служат заповедники «Цинги-де-Бемараха», «Цинги-де-Намурука» и др.

### Регионы
Остров может быть условно поделён на пять регионов: восточное побережье, горный массив Царатанана, центральное нагорье, западное побережье и юго-запад.

#### Высокое плато
Высота Высокого плато центрального нагорья от 800 до 1800 метров над уровнем моря. Его рельеф в разных местах различен. Нагорье берёт начало на севере от горного массива Царатанана и продолжается до самого юга, где оканчивается массивом Ивакуани. Таким образом, в центральное нагорье входит вулканическое высокогорное плато Андзафи, горный массив Анкаратра и массив Ивакуани. Столица государства Антананариву находится в северной части Высокого плато, на высоте 1276 метров. В этом регионе отмечена довольно частая сейсмическая активность.

#### Западное побережье и Юго-запад
Западное побережье гораздо более подвержено эрозии почвы, вследствие чего оно изобилует маленькими гаванями и лагунами, особенно в северной части острова. Именно здесь, в основном своём числе, обосновывались пираты на рубежах XVII-XVIII веков. На западном побережье обнаружены два крупных нефтяных месторождения — «Цимируру» и «Бемуланга». Юго-западный регион граничит с массивами Ивакуани и Исала-Руинифурме (малаг. Isala Roiniforme) и состоит из двух частей: плато Махафали и примыкающей к нему пустыни.

### Реки и озёра
Реки Мадагаскара, впадающие в Индийский океан, как правило, недлинные и порожистые, богатые гидроэнергетическими ресурсами, полноводны в течение всего года. Восточные реки: Мананара (река), Мангуру, Манингури, Бемариву, Ивундру и Манандзари. Реки, текущие к западному побережью и вливающие свои воды в Мозамбикский пролив, как правило, более длинны и с не таким быстрым течением, как их восточные собратья, благодаря более пологому спуску Высокого плато в сторону запада. Западные реки: Самбирану, Махаджамба, Бецибука, Маниа, Северная и Южная Махавави, Мангуки, Унилахи, Икупа и Мандраре.
На Мадагаскаре расположены несколько крупных озёр: Алаутра, Кинкуни и Ихутри. Из озера Алаутра также берёт своё начало восточная река Манингури.

### Почвы
Мадагаскар иногда называют «Великим Красным островом» (малаг. Nosy Mena Lehibe) из-за его латеритных формаций. Красные почвы преобладают на всём Высоком плато, однако в местах бывшей вулканической активности наблюдаются ещё более богатые минералами почвы. На всём протяжении восточного побережья и в устьях западных рек наблюдается тонкий пояс наносных почв. На западном побережье встречаются глина, песок и известняк.

### Климат
Климат острова формируется юго-восточным пассатом и южно-индийским антициклоном. На острове представлены три климатических пояса: тропический муссонный климат на восточном побережье, умеренный морской климат на Высоком плато и засушливый климат в пустыне на южной оконечности острова. Западное побережье заметно суше восточного, так как пассат теряет влагу на восточном берегу и Высоком плато. Типичные годичные нормы осадков: 350 см для восточного побережья, 140 см для Высокого плато, в этом случае для столицы страны, 32 см на юге острова, на границе с пустыней.

### Флора и фауна
Мадагаскар отделился от Африки примерно 160-165 миллионов лет назад, а около 65-70 миллионов лет назад — и от Индии. Остров чрезвычайно известен среди биологов как место огромного скопления эндемичных видов. Благодаря уникальным условиям на Мадагаскаре жили и развивались виды, вымершие во всех остальных частях света. Это привело к появлению весьма необычных видов, занимавших разнообразные экологические ниши. Одним из ярких примеров является фосса (лат. Cryptoprocta ferox), крупнейший среди млекопитающих хищник Мадагаскара. Внешне фосса похожа на представителя семейства кошачьих, к нему её и причислили изначально, однако её ближайшими собратьями являются мангусты. Вследствие конвергентной эволюции фосса приобрела внешний вид, напоминающий кошку, а её вымершие родственники достигали размеров оцелота. Также установлено, что всё семейство мадагаскарских виверр происходит от одного предка, предположительно пересёкшего Мозамбикский пролив 20-30 миллионов лет назад. Считается, что с момента прихода человека на остров во II-V веках н. э. множество видов было истреблено, особенно это относится к представителям мегафауны. Среди доисторической фауны Мадагаскара наиболее известны рахонавис, раджазавр и бахариазавр.
В результате обезлесения на Мадагаскаре (вырубки и выжигания леса под сельскохозяйственные угодья), последствий бурного роста населения, начиная со второй половины XX века, к настоящему времени уничтожено более 80 % прежнего лесного покрова острова, оставшиеся территории подвержены опустыниванию.

#### Эндемичная фауна
Считается, что Мадагаскар подвергся колонизации различными видами наземных млекопитающих пять раз. Среди колонистов можно выделить следующих: тенреки, лемуры, мадагаскарские виверры, зайцегубохомячковые и ныне вымерший подвид трубкозуба. Также на острове были распространены летучие мыши и когда-то обитали карликовые гиппопотамы.
- Лемуробразные — семейство эндемичных приматов, насчитывающее порядка 75 видов, включая 17 вымерших. С приходом человека все крупные лемуры были истреблены, самым крупным на данный момент является индри, весящий примерно 10 кг. Вымерший, возможно, уже в исторический период археоиндри (лат. Archaeoindris) — гигантский лемур-ленивец достигал размера гориллы и весил более 200 кг[16], а масса тела мегаладаписа, или коалового лемура, обитавшего на острове до XIII, а то и до XV века, достигала 85 кг. Практически все виды лемуров находятся на грани вымирания и занесены в Красную книгу.
- Мадагаскарские виверры — эндемичное семейство млекопитающих хищников, состоящее в близком родстве с мангустами и насчитывающее 8 видов. Семейство делится на два подсемейства: мунго (лат. Galidiinae) и малагасийские циветты (лат. Euplerinae). Ранее на острове существовал вымерший вид гигантской фоссы[17] (лат. Cryptoprocta spelea), охотившейся на гигантских лемуров, однако в связи с истреблением лемуров человеком вымерла и гигантская фосса, лишившись кормовой базы.
- Тенрековые — неэндемичное семейство млекопитающих, однако вне Мадагаскара встречаются всего три вида, в то время как на Мадагаскаре проживает около 30 эндемичных видов. Семейство широко распространено и заняло на острове различные экологические ниши. Например, болотный тенрек (лат. Limnogale mergulus) занял нишу бобра и внешне напоминает выхухоль, а малый тенрек (лат. Echinops telfairi) внешне чрезвычайно похож на ежа.

- Грызуны представлены эндемичным подсемейством Nesomyinae семейства Nesomyidae. Также как и тенреки, заняли множество экологических ниш, внешне эволюционировав в подобия таких грызунов, как полёвка, песчанка, мышь, крыса, и даже в подобие кролика. В подсемейство входит 10 родов и 14 видов. Предположительно миграция предков Nesomyidae произошла 20—25 миллионов лет назад.
- Рукокрылые, на острове встречаются около 30 видов летучих мышей, половина из которых эндемики. 7 видов занесены в международную Красную книгу, и один вид из рода домовых гладконосов (Scotophilus) находится на грани вымирания  Scotophilus borbonicus (русского названия не существует[18]).
- Рептилии, на острове встречаются несколько эндемичных видов хамелеонов, также считается, что Мадагаскар является родиной дневных гекконов, распространённых, впрочем, не только там. Ещё на острове обитают четыре редких эндемичных вида черепах: лучистая черепаха, мадагаскарская клювогрудая черепаха, паучья черепаха и плоскохвостая черепаха.
- Что касается орнитофауны, то для Мадагаскара эндемичны следующие три семейства птиц: два вида пастушковых куропаток (лат. Mesitornithidae), пять видов наземных ракш (лат. Brachyptericias) и четыре вида филепиттовых (лат. Philepittidae).

- Жесткокрылые — 109 эндемичных видов из рода Pogonostoma[19] и 65 эндемичных видов из рода Physodeutera[20].
- Вымершие виды кроме упомянутых гигантских лемуров (археоиндри и мегаладаписов) и гигантской фоссы, на Мадагаскаре существовали три вида карликовых малагасийских гиппопотамов и семейство эпиорнисовых (лат. Aepyornithidae) — гигантских нелетающих птиц, возможно, послуживших прообразом птицы Рух. И те, и другие вымерли в результате деятельности человека. Последние эпиорнисовые предположительно были убиты в конце XIX века.
- Список пауков Мадагаскара включает большое количество эндемичных видов.

#### Эндемичная флора
Восемь семейств растений являются мадагаскарскими эндемиками: астеропейные (лат. Asteropeiaceae), дидимелесоцветные (лат. Didymelaceae), дидиереевые (лат. Didiereaceae), Kaliphoraceae, Melanophyllaceae, физеновые (лат. Physenaceae), сарколеновые (лат. Sarcolaenaceae) и сферосепаловые (лат. Sphaerosepalaceae).
Мадагаскар выпустил довольно много[уточнить] почтовых марок с изображением эндемичной флоры и фауны.
- Вид с юга, взят с МКС на высоте 360 км, 2019
- Вид сверху, МКС, 2017

## Внешняя политика
Тесные мадагаскарско-французские отношения стали краеугольным камнем внешней политики Мадагаскара в первые годы независимости, о чём свидетельствует подписание четырнадцати соглашений и конвенций с Францией. Соглашение об экономическом и финансовом сотрудничестве, подписанное в июне 1960 года, уточняет и регулирует статус Мадагаскара как члена зоны франка. Другие экономические соглашения обеспечивали неприкосновенность существующих экономических интересов Франции и, следовательно, сохраняли сильное влияние этой страны на экономику Мадагаскара. Роль мадагаскарцев в значительной степени ограничивалась влиянием лиц, принимающих решения в высших эшелонах власти, и вкладом на низовом уровне мелких фермеров, производящих продукты для собственного потребления или на экспорт. Другие сектора в целом оставались прерогативой французских торговых конгломератов, крупных земледельцев или китайских и индийских посредников.

## Экономика
Экономика Мадагаскара, в целом, рассматривается как развивающаяся; по данным МВФ, в 2007 году ВВП страны составил 18,120 миллиарда долларов, а по версии Всемирного банка — 16,821 миллиарда долларов, ставя республику в мировом рейтинге таким образом на 116-е и 115-е места, соответственно, по данным МВФ и на 124-е место по данным книги фактов ЦРУ. Доход на душу населения в 2007 году составил, по данным тех же финансовых институтов, 1 068 долларов (157-е место в мире) и 878 долларов (161-е место).
Основными отраслями экономики Мадагаскара являются сельское хозяйство, рыболовство и выращивание пряностей и специй на экспорт. Основными продуктами экспорта являются кофе, бурбонская ваниль (Мадагаскар является крупнейшим производителем в мире), порошок какао, сахар, рис, тапиока, бобовые, бананы и арахис.
Структурные реформы в экономической отрасли начались в 1980-х годах — в основном, под давлением зарубежных финансовых институтов, в особенности Всемирного банка. Была проведена приватизационная программа (1988—1993 годы), введена зона свободной торговли (англ. Export Processing Zone), однако за незначительным подъёмом в конце 1980-х последовал период стагнации 1991—1996 годов. Вторичная волна приватизации вновь подстегнула экономику в 1996—2001 годах, но, в целом, уровень жизни по стране не повышался, особенно вне городов. Политический кризис 2002 года, связанный с противостоянием сторонников Дидье Рацирака и новым президентом Марком Равалуманана, сильно ударил по экономике страны, снизив ВВП за 2002 год на 12,7 %. Период 2002—2005 годов обозначился как время борьбы с инфляцией и постепенного наращивания ВВП, не в последнюю очередь благодаря зарубежным вливаниям иностранных государств и финансовых институтов.
Основными источниками роста экономики в настоящее время являются туризм, экспорт товаров текстильной и лёгкой промышленности, экспорт продуктов сельского хозяйства и экспорт полезных ископаемых. Благодаря уникальной фауне острова биотуризм привлекает всё большее количество людей из разных уголков планеты. Примерно 80 % всей флоры и фауны острова являются эндемиками, и 5 % от общего количества видового разнообразия планеты проживают на Мадагаскаре. Зоны свободной торговли, расположенные около Антананариву и Анцирабе, имеют своей целью торговлю с США и Европой. В качестве природных ископаемых в основном добывают каменный уголь, ильменит и никель на экспорт. На юге республики обнаружены два крупных нефтяных месторождения.
Мадагаскар и Мавритания являются последними странами мира, не использующими десятичную валюту. Мадагаскарские ариари равняются пяти ираймбиланьям.
Государство входит в международную организацию стран АКТ.

## Транспортная система

### Воздушное сообщение
На Мадагаскаре расположены 65 аэропортов, включая международные аэропорты, крупнейшие аэропорты, большие аэропорты, а также небольшие гражданские аэропорты, крупнейший из них Международный аэропорт Антананариву Ивато.

## Политика
26 июня 1960 года была провозглашена независимость Малагасийской республики. В результате демократических выборов к власти приходит социал-демократическая партия во главе с Филибером Циранана.
Неоколониалистический режим правительства Цирананы привёл к резкому падению уровня жизни, углублению социальных и этнических противоречий. Страну охватил глубокий экономический кризис, имели место массовые антиправительственные выступления и восстания.
В создавшихся условиях правительство Цирананы было вынуждено передать 18 мая 1972 года власть военным. Новое правительство возглавил генерал Габриэль Рамананцуа. Правительство Рамананцуа пересмотрело неравноправные франко-малагасийские соглашения 1960 года и в 1973 году подписало новые, утверждающие суверенитет Мадагаскара и вывод из страны французских войск. Была ограничена деятельность иностранного капитала и введён контроль над экспортно-импортными операциями.
В 1975 году реакционные силы при поддержке части армейских офицеров и полиции подняли вооружённый мятеж. В феврале 1975 году правительство Рамананцуа сложило с себя полномочия. После очередного переворота, организованного группой офицеров, 15 июня того же года был образован Верховный Революционный Совет, который возглавил министр иностранных дел Дидье Рацирака. Новый режим взял курс на социалистическую ориентацию. В декабре 1975 года на референдуме были одобрены Хартия Малагасийской социалистической революции, новая конституция и избрание Рацираки президентом республики на 7-летний срок.
Правительство приступило к решению задач по преодолению наследия колониализма и последствий неоколониалистического правления, ставя целью укрепление политической независимости и достижение экономической самостоятельности. Была проведена национализация банков и большинства крупных торгово-промышленных компаний.
Был отменён подушный налог, налог на скот, повышена минимальная заработная плата.
В 1991-2002 годы в стране сменилось несколько правителей; Рацирака периодически возвращался к власти, однако его полномочия были сильно урезаны.
В 2002 году президентом страны стал крупный промышленник Марк Равалуманана, который начал проводить политику широких хозяйственных и политических реформ и борьбы с коррупцией.
В январе 2009 году между президентом страны Марком Равалуманана и мэром столицы Мадагаскара Андри Радзуэлина вспыхнул конфликт, позже переросший в кровавые столкновения между их сторонниками. 7 февраля 2009 года около 10 000 сторонников мэра собрались на манифестацию и двинулись в сторону президентского дворца, где им преградили путь вооружённые солдаты. После того, как некоторые манифестанты попытались прорваться сквозь заслон, солдаты открыли огонь, в результате чего около 40 человек были убиты и около 300 ранены. Сторонники мэра обвиняют президента в злоупотреблении служебным положением.
17 марта 2009 года президент страны Марк Равалуманана был фактически смещён со своего поста своим соперником, на сторону которого перешла армия, ранее занимавшая нейтральную позицию. Согласно противоречивым сообщениям, Равалуманана был изгнан из президентского дворца воинскими формированиями под руководством контр-адмирала Ипполита Рамарусуна. Объявлено о формировании переходного правительства под руководством бывшего мэра Андри Радзуэлина. Радзуэлина сразу же сместил со своих постов 8 министров, тем самым ещё более ослабив позиции бывшего президента. Тем временем, Африканский Союз, саммит которого должен состояться в Антананариву, осудил эту попытку путча. 20 марта 2009 года Африканский союз приостановил членство Мадагаскара в этой организации в связи с государственным переворотом.
Согласно Economist Intelligence Unit, страна в 2018 году была классифицирована по индексу демократии как гибридный режим.

### Государственное устройство
Парламент Мадагаскара двухпалатный — Национальное собрание из 127 депутатов избирается населением на 4-летний срок, Сенат (100 мест) на две трети заполняется представителями ассамблей провинций, одна треть назначается президентом.
По результатам выборов 2013 года в Национальном собрании 49 мест занимает партия экс-президента Радзуэлины «Вместе с президентом Андри Радзуэлиной», 20 — «Движение Раваломананы», 13 — «Политическая группа», 5 — «Объединяй вместе», 5 — «Экономический либерализм и демократические действия для национального восстановления», 2 — Зелёная партия Мадагаскара, 28 — другие партии и ещё 25 мест у независимых депутатов.

## Административно-территориальное деление

### Провинции
Список провинций Мадагаскара:
| № | Провинция    | Центр        | Площадь км² | Площадь % | Население | Население % |
| - | ------------ | ------------ | ----------- | --------- | --------- | ----------- |
| 1 | Антананариву | Антананариву | 58 283      | 9,9 %     | 4 580 788 | 29,2 %      |
| 2 | Анциранана   | Анциранана   | 43 046      | 7,4 %     | 1 188 425 | 7,6 %       |
| 3 | Фианаранцуа  | Фианаранцуа  | 102 373     | 17,6 %    | 3 366 291 | 21,5 %      |
| 4 | Махадзанга   | Махадзанга   | 150 023     | 25,5 %    | 1 733 917 | 11,0 %      |
| 5 | Туамасина    | Туамасина    | 71 911      | 12,2 %    | 2 593 063 | 16,5 %      |
| 6 | Тулиара      | Тулиара      | 161 405     | 27,4 %    | 2 229 550 | 14,2 %      |

В административном отношении страна разделена на 6 автономных провинций (малаг. faritany mizakatena) и 22 региона. Деление на провинции произошло в 1946 году по французской инициативе, вначале провинций было всего пять, но лишь позже, в 1950-е годы, Анциранана стала автономной. До 1992 года статус провинций был не совсем ясным, так как в конституции о них не было сказано ни слова. В новой конституции, принятой в 1992 г., было указано, что республика должна быть поделена на независимые территориальные единицы трёх уровней: регионы (малаг. faritra), департаменты (малаг. departemanta) и коммуны (малаг. kaominina). Таким образом, провинции снова оказались вне конституции, но де-факто продолжали существовать. После переизбрания Дидье Рацирака президентом в 1997 году им было предложено ввести провинции в конституцию в виде административной единицы «автономная провинция». В 2000 году поправка была принята. Марк Равалуманана, избранный президентом в 2001 году, заменил губернаторов провинций на своих назначенцев, обозначив их статус как Presidents by special delegation (PSD). В 2007 году был проведён успешный референдум за отмену провинций, таким образом в, после административной реформы, высшим территориальным субъектом внутри государства стали регионы. Тем не менее, в новой конституции, принятой в 2010 году, 6 автономных провинций появились вновь.

### Регионы
Список регионов Мадагаскара:
| №  | Регион              | Адм. центр       | Население, (2004) чел. | Площадь, км² | Плотность, чел./км² |
| -- | ------------------- | ---------------- | ---------------------- | ------------ | ------------------- |
| 1  | Диана               | Анциранана       | 485 800                | 19 266       | 25,22               |
| 2  | Сава                | Самбава          | 805 300                | 25 518       | 31,56               |
| 3  | Итаси               | Миаринариву      | 643 000                | 6993         | 91,95               |
| 4  | Аналаманга          | Антананариву     | 2 811 500              | 16 911       | 166,25              |
| 5  | Вакинанкаратра      | Анцирабе         | 1 589 800              | 16 599       | 95,78               |
| 6  | Бунгулава           | Цируанумандиди   | 326 600                | 16 688       | 19,57               |
| 7  | Суфия               | Анцухихи         | 940 800                | 50 100       | 18,78               |
| 8  | Буени               | Махадзанга       | 543 200                | 31 046       | 17,50               |
| 9  | Бецибука            | Маэватанана      | 236 500                | 30 025       | 7,88                |
| 10 | Мелаки              | Маинтирану       | 175 500                | 38 852       | 4,52                |
| 11 | Алаутра-Мангуру     | Амбатундразака   | 877 700                | 31 948       | 27,47               |
| 12 | Ацинанана           | Туамасина        | 1 117 100              | 21 934       | 50,93               |
| 13 | Аналанджируфу       | Фенуариву        | 860 800                | 21 930       | 39,25               |
| 14 | Амурун’и Маниа      | Амбуситра        | 693 200                | 16 141       | 42,95               |
| 15 | Верхняя Мациатра    | Фианаранцуа      | 1 128 900              | 21 080       | 53,55               |
| 16 | Ватувави-Фитувинани | Манакара         | 1 097 700              | 19 605       | 55,99               |
| 17 | Ациму-Ацинанана     | Фарафангана      | 621 200                | 18 863       | 32,93               |
| 18 | Ихурумбе            | Ихуси            | 189 200                | 26 391       | 7,17                |
| 19 | Менабе              | Мурундава        | 390 800                | 46 121       | 8,47                |
| 20 | Ациму-Андрефана     | Тулиара          | 1 018 500              | 66 236       | 15,38               |
| 21 | Андруи              | Амбувумбе-Андруи | 476 600                | 19 317       | 24,67               |
| 22 | Ануси               | Таулантару       | 544 200                | 25 731       | 21,15               |
|    | Всего               |                  | 17 573 900             | 587 295      | 29,92               |

## Города
Среди мадагаскарских коммун подавляющее большинство сельские — 1617 из 1693. Городских коммун всего 76. Единственный город с более чем миллионным населением — Антананариву (1,27 млн, по данным переписи 2018 г.); в тройку крупнейших городов наряду со столицей входят Туамасина (325 857) и Анцирабе (246 354).

## Население

### Демография
- Численность населения — 21,3 млн (оценка на июль 2010).

- Фертильность — 5,1 рождения на женщину (20-е место в мире).

- Средняя продолжительность жизни — 63 года (2011)[30]; 61 год у мужчин, 65 лет у женщин.

- Городское население — 29 %.

### Этнический состав
Малагасийцы — этническая группа, составляющая основное население Мадагаскара. Говорят на малагасийском (мальгашском) языке, относящимся к индо-меланезийской группе австронезийской языковой семьи. Они составляют около 90 % населения страны и делятся обычно на 18 этнических подразделений. Само слово «малагасийцы» восходит к прилагательному от слова «Мадагаскар»; таким образом, малагаси — «мадагаскарские» на малагасийском языке, название которого, в свою очередь, тоже означает «мадагаскарский».
Малагасийцы делятся на два больших объединения: горцы и жители побережья. Горскими народами являются имерина (мерина), сиханака и бецилеу, а к жителям побережья относятся все остальные, например, бецимисарака, сакалава и махафали. Деление на две подгруппы, возможно, обусловлено историей миграции человека на остров. Во втором-пятом веках нашей эры Мадагаскар был заселён выходцами из Австронезии, в основном осевшими на Высоком плато. Через некоторое время на остров из восточной Африки через Мозамбикский пролив пришла вторая волна миграции, состоящая из представителей племён банту. Африканские поселенцы заняли сравнительно свободную прибрежную зону. Представители банту оказались на острове в результате работорговли. Существуют другие версии заселения Мадагаскара, в том числе предполагающие, что первыми жителями острова были люди негроидной расы, а австронезийцы пришли позже.
Таким образом, горцы могут быть условно названы потомками выходцев из Юго-Восточной Азии, однако следует помнить, что, несмотря на заметную разницу во внешних чертах в зависимости от племени, население острова в течение его истории смешивалось. Недавние исследования митохондриальной ДНК жителей острова подтвердили догадки некоторых учёных об австронезийском происхождении основного населения острова. 
Список племён:
| - Горные племён: - Мерина - Бецилеу - Смешанные племена: - Бара - Микеа - Сиханака - Танала | - Прибрежные племена: - Антакарана - Антануси - Антемуру - Антендруи - Антесака - Бецимисарака - Махафали (народ) - Сакалава - Цимихети |

### Языки
Согласно конституции Республики Мадагаскар 2010 года, малагасийский язык является национальным языком. Официальными языками Мадагаскара являются малагасийский и французский языки. Мадагаскар является членом Международной организации франкоязычных стран.
Согласно статистике Малагасийской академии наук, 0,57 % жителей Мадагаскара говорит только на французском языке, 15,87 % мадагаскарцев (в основном, образованная часть населения страны) владеют и малагасийским и французским языками, и 83,61 % населения страны не знает никакого языка, кроме малагасийского.
Малагасийский язык не связан с близлежащими африканскими языками, так как является самым западным из малайско-полинезийских языков, принадлежащих к австронезийской языковой семье, что было установлен ещё в XVIII веку. Малагасийский язык родственен языкам Индонезии, Малайзии и Филиппин. Наиболее близкими к нему являются языки, распространённые на острове Калимантан в районе реки Барито на юге Калимантана. Это означает, что Мадагаскар был заселён выходцами именно оттуда, при этом точно не известно, по какой причине произошла эта колонизация. Позже индонезийские переселенцы смешались с выходцами из Восточной Африки и арабами.
В малагасийском языке отмечаются заимствования из языков банту, суахили и арабского, а также из французского, в прошлом языка колониального правительства Мадагаскара, и английского, на котором в XVIII в. говорили пираты, чьи базы были на острове. Он имеет письменную литературу с XV в. и богатую традицию устных поэтических преданий и легенд.

### Религия
По данным Государственного департамента США в 2011 году, 52 % мадагаскарцев исповедует традиционный для австронезийских переселенцев культ предков, который делает особый упор на связь между умершими и живущими (по данным Pew Research Center в 2010 году, однако, только 4,5 % мадагаскарцев исповедуют народные религии и 85 % —христиане). Наибольшее количество приверженцев данной религии живёт среди народности имерина. Они веруют, что каждый человек после смерти присоединяется к душам своих предков, и что все души образуют некую иерархию «божественности». Среди мерина и бецилеу практикуется довольно странная с точки зрения европейцев традиция, известная как фамадихана, что в переводе означает переворачивание мёртвых. Во время проведения этого ритуала из склепов достают останки усопших, заворачивают в новый саван (шёлковую простыню) и на протяжении всего праздника веселятся и танцуют рядом с ними, иногда даже нося останки на руках. По окончании церемонии тела помещают обратно в склепы.
Около 41 % населения исповедует христианство, принадлежа к Римско-католической Церкви и различным протестантским деноминациям (Ассамблеи Бога, лютеране, англикане, адвентисты). Большинство верующих пытается совместить культ предков с христианскими традициями. Так, например, далеко не все христиане отказываются от практики фамадихана, особенно это касается католиков. Католические священники могут даже прийти на церемонию и благословить участников. Протестантская же церковь весьма негативно относится к практике культа предков и призывает свою паству отказаться от поклонения дьяволу. Христианская церковь на Мадагаскаре представляет собой достаточно влиятельный политический институт.
Остальное население (около 7 %) практикует ислам, завезённый около X века на остров арабскими торговцами. Особенно сильно распространён ислам на западном побережье острова благодаря большому количеству гаваней, которые когда-то были арабскими форпостами. Благодаря исламу малагасийский язык был впервые записан арабским письмом, получившим название сурабе, которое, однако, не прижилось как основное средство записи малагасийского, ныне используется латинский алфавит. В последнее время наметилась тенденция к увеличению населения, исповедующего ислам.
В 1980 году в Антананариву был открыт Совет христианских церквей Мадагаскара.

## Культура
Мадагаскарская культура формировалась под влиянием двух культур, лежащих в основе магаласийского народа, австронезийской культуры и культуры племён банту. Начиная с X века, она испытывала арабское влияние, а после XVI века европейское, особенно французское в XX веке.

### Кухня
Кухня Мадагаскара, в основном, состоит из рисовых блюд: вари (малаг. vary [ˈvarʲ]) с гарниром лаука (малаг. laoka [ˈlokə̥]). На юге иногда заменяют рис на толчёную высушенную кукурузу. Значительное влияние на малагасийскую кухню оказали кулинарные традиции Франции, Китая и Индии, и в меньшей степени восточно-африканские вкупе с арабскими.

#### Рис
На острове выращивают несколько сортов риса, выделить один главный сорт затруднительно. Способы и результаты приготовления разнятся, начиная сухим рассыпчатым рисом и заканчивая рисом, по консистенции похожим на ризотто (малаг. vary sosoa, вари сусуа). Нередко те, кто может себе позволить, готовят несколько рисовых блюд для одного приёма пищи. В качестве замены обычной воде употребляют ранун’ампангу — остатки подгоревшего риса, дающего характерный аромат, залитые кипятком, а затем отфильтрованные и охлаждённые. Широко распространено традиционное тушение вари амин’анана (малаг. vary amin'anana [ˈvarʲ ˌjamʲˈnananə̥]), состоящее из риса, мяса и нарезанной зелени. На завтрак рис могут слегка посыпать сахаром или обложить фруктами, или подать вместе с лаукой из жареных яиц и сосисок. Состоятельные люди иногда заменяют рис на французский хлеб и масло, не скупясь на сахар или подслащённое молоко при желании.

#### Гарниры
Гарниры, подаваемые в обычных малагасийских семьях, сильно зависят от времени года и доступных продуктов, выращиваемых в данном регионе. Список наиболее распространённых гарниров: вуанджубури (орех бамбара, тушёный со свининой), китуза (вяленые полоски мяса зебу с пряностями), трундру гаси (малаг. trondro gasy [ˌtʂundʐʷ ˈɡasʲ] — белая рыба, такая как треска, сайда, пикша или мерлуза, тушёная с цукини и помидорами), румазава (говядина жареная с имбирём, томатами и луком, декорированная зеленью), царамасу (бобы варёные в томатном соусе) и всяческие морепродукты. В качестве пряностей и приправ употребляют чеснок, лук (разных сортов), имбирь, помидоры, неострое карри и соль. На побережье также используют кокосовое молоко, ваниль и гвоздику.
В отличие от африканской кухни, малагасийской не свойственны очень острые блюда, однако в последнее время появились острые соусы-полуфабрикаты, изготовляемые на побережье из традиционных фруктов (манго, лимон и др.), набирающие популярность в стране. С некоторыми из данных соусов подаётся популярный салат ласари караути, состоящий из бобов, капусты и моркови.

#### Напитки и десерты
Уже упоминавшийся ранун’ампангу является наиболее популярным напитком среди малагасийцев. Широко распространён кофе и чай, на острове изготавливают вино и ром. Сырое молоко почти не употребляют, используя его на производство йогуртов и сыров.
Малагасийские десертные традиции берут свои истоки из кухни туземных племён со вкраплениями французской кухни. Таким образом, десертом может считаться любой свежий фрукт, посыпанный сахарным песком, начиная от обычного яблока и заканчивая экзотическим плодом баобаба или эндемичным пок-пок. На Мадагаскаре выращивают какао отличного качества, что не могло не сказаться на локальной кухне и особенно десертах, обусловив присутствие шоколада во многих сложных десертах и французской выпечке.

### Музыкальное наследие
Инструменты и стиль пения, а также значение музыки сильно разнятся, в зависимости от региона. Предполагается, что музыка жителей Высокого плато ведёт свои истоки от австронезийской культуры, в то время как музыка побережных районов испытала сильное влияние африканских традиций.
Традиционным инструментом Мадагаскара считается валиха (малаг. valiha), струнный щипковый инструмент, изготавливающийся из полого отрезка бамбука. Содина (малаг. sodina) — бамбуковая флейта, имеющая от трёх до пяти дырочек, предположительным «предком» содины является малайская бамбуковая флейта сулинг. Кабоси (малаг. kabosy) — деревянная гитара, распространённая на острове, имеет от четырёх до шести струн и считается прямым «потомком» арабской лютни. Иногда кабоси называют мандолини (малаг. mandoliny). Другим распространённым инструментом является марувани (малаг. marovany) — деревянный ящичек с натянутыми внутри струнами, звучащий почти как губная гармоника.
На юге распространены такие инструменты как джеджи вуатува (малаг. jejy voatova), струнный инструмент с резонатором, наподобие африканского коба, и луканга (малаг. lokanga), трёхструнный смычковый инструмент.

#### Хирагаси
На Высоком плато музыка играет не только духовную и развлекательную роль, но и политическую вкупе с образовательной, то что известно под названием хирагаси (малаг. хира — «песня», малаг. gasy — «мадагаскарский»). Хирагаси длится весь день, на протяжении которого одна или две труппы показывают (состязаются) в музыкальном исполнении, танцах и ораторском искусстве. Традиция берёт своё начало в XVIII веке, когда первый король Мадагаскара Андрианампоинимерина использовал труппы музыкантов, чтобы привлечь внимание к своим политическим выступлениям, будучи ещё принцем. После чего эти труппы, выступавшие уже без короля, стали включать элементы политической сатиры или просто критики в музыкальные номера. Во время хирагаси высок уровень вовлечённости аудитории, которая бурно выражает удовлетворение или недовольство мастерством музыкантов или ораторов, посредством аплодисментов, подбадриванием или улюлюканьем. Хирагаси использовались и французскими колонистами, чтобы донести наиболее важные политические новости до населения, не знавшего французского языка или не умевшего читать, в основном из глубинки.
После провозглашения независимости Республики Мадагаскар хирагаси начали считать олицетворением малагасийской культуры в целом, а не только горных племён. Несмотря на то, что в основном хирагаси распространён в центральном Мадагаскаре, он завоёвывает популярность и среди берегового населения. Большинство начинающих политиков прибегает к помощи трупп хирагаси для привлечения интереса населения к их выступлениям. В целом, труппы хирагаси не являются сторонниками той или иной политической партии, однако существуют и исключения. Одной из наиболее популярных трупп на данный момент является Рамилисун Фенуариву (фрагмент выступления).
Выступление хирагаси строго регламентировано, все труппы, выступающие в данном жанре, обязаны следовать данной очерёдности. Также регламентированы мужские и женские костюмы, инструменты музыкантов (среди которых практически нет традиционных малагасийских инструментов) и даже название труппы.

### Спорт
На международных соревнованиях по футболу Мадагаскар представляет национальная сборная. Команда принимает соперников на стадионе «Махамасина» (22000 мест). Федерация Футбола Мадагаскара проводит чемпионат, кубок и суперкубок страны по футболу.
В 2007 году на Мадагаскаре проходили игры Индийского Океана.
Команды AS Adema и SO l’Emyrne внесены в Книгу рекордов Гиннесса: 31 октября 2002 года матч между этими командами закончился со счётом 149:0 в пользу AS Adema, игроки SO l’Emyrne забили все голы сами себе в знак протеста против судейства.

## Средства массовой информации
В 1990 году Национальное собрание Мадагаскара приняло закон, гарантирующий свободу слова. Кроме того, свобода СМИ на Мадагаскаре гарантируется конституцией.
На территории страны существует около 15 частных и национальных издательств. Среди них:
- ассоциация малагасийских журналистов;
- национальное информационное агентство «Таратра»;
- Миди Мадагасикара основана в 1983 году, издаётся на французском и малагасийском языках;
- Мадагаскар Трибюн;
- Экспресс де Мадагаскаа;
- Имунгу Ваувау, партийная газета АКФМ;
- Лакруа’ни Мадагасикара, католический еженедельник на малагасийском и французском языках, основанный в 1927 году. Крупнейшее клерикальное издание на территории Мадагаскара;
- Журналь офисьель де ла Репюблик де Мадагаскар, официальная газета Республики Мадагаскар, еженедельный правительственный вестник на французском и малагасийском языках. Публикует официальные сообщения, законы и правительственные распоряжения.

На территории страны существует государственная телерадиокомпания RTNM (фр. Radiodiffusion Television Nationale de Madagascar — Национальное радиовещание и телевидение Мадагаскара), включающая в себя радиостанцию Radio Nationale Malagasy (запущена 29 апреля 1931 года как Radio Tanarive) и телеканал TVM (фр. Télévision Malagasy).

## Социальная сфера
На острове расположен достаточно активный природный очаг чумы, заболевания людей происходят ежегодно. До 1995 года наблюдался спад заболеваемости с нескольких тысяч случаев чумы в 1924 году до десятка случаев заболевания в 1995 году. С этого года вновь начался рост заболеваемости, причём как среди сельского населения, так и среди городского. Серьёзной проблемой для служб здравоохранения является то, что для Мадагаскара характерно тяжёлое течение бубонной и бубонно-септической чумы с частыми осложнениями вторичной лёгочной. Также именно на Мадагаскаре впервые был выделен штамм возбудителя чумы, резистентный к стрептомицину.
По сообщению министерства здравоохранения, в декабре 2013 года на Мадагаскаре вновь вспыхнула эпидемия чумы. Она распространилась в пяти районах из 112. На 13 декабря заболели 89 человек. Из них 39 скончались.
В конце августа 2014 года на Мадагаскаре вновь произошла вспышка чумы, которая к концу ноября 2014 года унесла 40 жизней из 119 заболевших. 
Новая вспышка чумы произошла на Мадагаскаре осенью 2017 года: по состоянию на начало ноября было зарегистрировано более 2 тысяч заболевших чумой и 165 смертей.